# Molly Smitten-Downes
Molly Alice Smitten-Downes (* 2. duben 1987 Anstey, Leicestershire, Anglie, Spojené království), známá též jako Molly, je britská zpěvačka-skladatelka. V květnu 2014 reprezentovala Spojené království na Eurovision Song Contest. Přestože byla jedním z favoritů na vítězství, obsadila se soutěžní písní "Children of the Universe" 17. místo.

## Mládí
Molly se narodila ve městě Anstey, v Leicestershiru.
Vyrůstala v Rothley absolvovala klášterní školu Panny Marie v Loughboroughu, začala hrát v divadelních inscenacích ve věku osmi let. Studovala hudbu na akademii v Leicesteru, akademii současné hudby v Guildfordu, Surrey, a je zdatnou klavíristkou.

## Kariéra

### 2005–10: Stunt
Molly byla členem britského tanečního hudebního projektu Stunt, kteří si získali úspěchy v žebříčcích v roce 2008 s jejich spolupráci na skladbě "Raindrops (Encore une fois)" se Sash!, písní "Raindrops" (2006) a "Encore une fois" (2007). V roce 2009 se spojila švédským producentem, zpěvákem a skladatelem Basshunterem, ve spolupráci na skladbě "I Will Learn to Love Again", která je uvedena na jeho druhém britském albu Bass Generation.

### 2011–13: Začátky kariéry
Dne 18. prosince 2011 vydala akustické EP Fly Away with Me. V roce 2013 na hudební soutěži Live and Unsigned 2012 zvítězila v kategorii Urban/Pop a získala cenu pro Nejlepší píseň v cenách The Best Of British Unsigned Music Awards s písní "Lost Generation".
Na písni "Beneath The Lights" spolupracovala se švédským producentem Andersem Hanssonem, vydána byla v dubnu 2013 s projektem Dream Beats. Na písni "Never Forget" spolupracovala spolu s producentem Darrenem Stylesem, napsána a nahrána byla v roce 2012.

### 2014: Eurovision Song Contest
Dne 3. března 2014 BBC oznámila, že Molly bude reprezentovat Spojené království na Eurovision Song Contest 2014 s písní "Children of the Universe", jejíž je autorkou. Dle slov Molly je ukázkou její tvorby, která si klade za cíl "narušit politické bariéry". Počátkem dubna Molly podepsala smlouvu s Warner Music Group UK. Videoklip k písni vyšel 23. dubna, týden po uvolnění na iTunes.
Ve finále Eurovize 10. května Molly obsadila 17. místo se ziskem 40 bodů.

## Ocenění
V roce 2013 na hudební soutěži Live and Unsigned 2012 zvítězila v kategorii Urban/Pop a získala cenu pro Nejlepší píseň v cenách The Best Of British Unsigned Music Awards s písní "Lost Generation".

## Diskografie

### Extended play
| Album            | Detaily o albu                                                                 |
| ---------------- | ------------------------------------------------------------------------------ |
| Fly Away with Me | - Vydáno: 18. prosince 2011 - Vydavatelství: Molly - Formát: digitální stažení |

### Singly

#### Jako samostatný umělec
| Titul                                   | Rok  | Nejvyšší pozice | Nejvyšší pozice | Nejvyšší pozice | Nejvyšší pozice | Nejvyšší pozice | Nejvyšší pozice | Nejvyšší pozice | Nejvyšší pozice | Album |
| Titul                                   | Rok  | UK              | AUT             | BEL (Vl)        | DEN             | GER             | IRE             | SCO             | SWI             | Album |
| --------------------------------------- | ---- | --------------- | --------------- | --------------- | --------------- | --------------- | --------------- | --------------- | --------------- | ----- |
| "Beneath the Lights" (with Dream Beats) | 2013 | —               | —               | —               | —               | —               | —               | —               | —               | —     |
| "Children of the Universe"              | 2014 | 23              | 63              | 97              | 37              | 94              | 36              | 15              | 63              | —     |

#### Featuring
| Rok  | Název                                              | Album |
| ---- | -------------------------------------------------- | ----- |
| 2011 | "Shadows" (Marger featuring Molly)                 | —     |
| 2013 | "Never Forget You" (Darren Styles featuring Molly) | —     |